# Jacob Brønnum Scavenius Estrup
Jacob Brønnum Scavenius Estrup, né le 16 avril 1825 à Sorø, Seeland et mort le 24 décembre 1913 à Kongsdal, est un homme d'État danois qui est ministre de l'Intérieur de 1865 à 1869 dans le cabinet de Frijs mais surtout Premier ministre (« Président du Conseil ») de 1875 à 1894 ainsi que Ministre des Finances.

## Biographie
Estrup est le fils du propriétaire terrien et conseiller d'État (Etatsråd) Hector Frederik Janson Estrup et de sa première épouse, Jacobine Scavenius (né en 1800), fille du conseiller d'État Jacob Brønnum Scavenius à Gjorslev. À la mort de son père en 1846, il hérite du domaine familial de Kongsdal dans le comté de Holbæk. En 1852, il achète également le manoir de Skafføgård dans le comté de Randers.
Les deux parents d'Estrup meurent de la tuberculose, une maladie dont il est aussi atteint étant jeune.

### Ministre de l'Intérieur
En 1865, il rejoint le cabinet de Frijs en tant que ministre de l'intérieur et devient un acteur important de ce gouvernement. Estrup prend le contrôle des chemins de fer du Jutland et de Fionie, qui ont été cédés à un consortium anglais en 1861. Il étend les chemins de fer dans le Vendsyssel et crée de nouvelles lignes de Skanderborg à Silkeborg ainsi que le long de la côte ouest du Jutland à Esbjerg ce qui lui vaut le surnom de « ministre des chemins de fer ». Il construit également le port de Esbjerg qui se transforme en un important centre pour les exportations. Cependant en 1869, Estrup est contraint de démissionner de son poste en raison de problèmes de santé.

### Premier Ministre
En 1875, Estrup remplace Christen Andreas Fonnesbech en tant que président du Conseil et forme ainsi le Cabinet Estrup. Il prend également le poste de Ministre des Finances, peut-être le poste le plus important après que le Danemark a été économiquement affaibli à la suite de la Seconde Guerre du Schleswig. En 1877, Estrup ne pouvant obtenir le soutien pour son projet de loi budgétaire au Folketing, comme exigé par la Constitution danoise, choisit de le publier en tant que loi provisoire. Cette situation se produit à plusieurs reprises durant son ministère. Estrup s'oppose également aux dirigeants de la Venstre ("la gauche" en danois) Christen Berg et Viggo Hörup.
À la suite d'une tentative d'assassinat le 21 octobre 1885, Estrup réagit par l'adoption de diverses lois restreignant la presse, le droit de posséder des armes et élargissant les pouvoirs de la police.
En 1894, la Venstre et la Højre de Estrup coopèrent afin de faire passer un projet de loi budgétaire à la suite de quoi Estrup démissionne. Il n'est plus membre d'aucun autre cabinet mais conserve une influence notable dans les gouvernements suivants formés par la Højre.
Il est Chevalier de l'Ordre de l'Éléphant du Danemark

## Sources
- (en) Cet article est partiellement ou en totalité issu de l’article de Wikipédia en anglais intitulé « Jacob Brønnum Scavenius Estrup » (voir la liste des auteurs).